# تشارلز جاي فلمور
تشارلز جاي فيلمور (بالإنجليزية: Charles J. Fillmore) هو لغوي وأستاذ جامعي أمريكي، ولد في 9 أغسطس 1929 في سانت بول في الولايات المتحدة، وتوفي في 13 فبراير 2014 في سان فرانسيسكو في الولايات المتحدة.

## وصلات خارجية
- الموقع الرسمي